# Stan Lazaridis
Stanley "Stan" Lazaridis (Perth, 16 de agosto de 1972) é um ex-futebolista australiano. Jogava pela ala esquerda como volante. Possui origem grega: seu sobrenome, em grego, é Λαζαρίδης.

## Carreira
Lazaridis representou a Seleção Australiana de Futebol, nas Olimpíadas de 2000 que atuou em casa.
Fez parte do elenco da Seleção Australiana convocada para a Copa do Mundo de 2006.

## Caso de doping
Em exame anti-dopagem em novembro de 2006 apresentou a substância finasterida, então proibida pela WADA, e foi suspenso do esporte por um ano.

## Títulos
Austrália
- Copa das Nações da OFC: 2000
- Copa das Confederações: Vice - 1997